# Dimmockia pallipes
Dimmockia pallipes är en stekelart som beskrevs av Muesebeck 1927. Dimmockia pallipes ingår i släktet Dimmockia och familjen finglanssteklar. Inga underarter finns listade i Catalogue of Life.